# Astaf von Transehe-Roseneck
Astaf von Transehe-Roseneck (lettisch: Astafs fon Tranzē-Rozeneks; * 25. Januarjul. / 6. Februar 1865greg. in Roseneck (Livland); † 2. Juli 1946 in Freudenholm (Holstein))
war ein deutschbaltischer Doktor der Philosophie, Historiker, Genealoge und Autor.

## Leben
Alexander Georg Astaf von Transehe-Roseneck entstammte der baltischen Adelsfamilie Transehe-Roseneck. Seine Eltern waren Georg von Transehe-Roseneck (1809–1887) und Wilhelmine von Löwis of Menar (1822–1868). Der ältere Bruder Georg von Transehe-Roseneck (1845–1908) war russischer Generalleutnant und Kommandant von Gattschina.
Er studierte Rechtswissenschaft an der Kaiserlichen Universität Dorpat, anschließend Wirtschaftspolitik in München und Straßburg. Straßburg verließ er mit Auszeichnung im Grad eines Doktors der Philosophie. Hernach war er für die Livländische Ritterschaft als Gutachter und Notar tätig.
Transehe war Erbherr auf Schloss Helmet, Selsau und Kronenhof. Er vermählte sich 1892 mit der Landratstochter Leonie von Campenhausen (* 1870). Aus der Ehe gingen fünf Töchter und ein Sohn Gert hervor.

## Werke
- Die Reform der bäuerlichen Verhältnisse in Livland 1765–1804. (Dissertation), Strassburg, 1890.
- Gutsherr und Bauer in Livland im 17. und 18. Jahrhundert. Strassburg, 1890.
- Das After-Lehen in Livland. Eine rechtshistorische Studie. In: Jahrbuch für Genealogie, Heraldik und Sphragistik 1896, S. 59–76.
- Die Eingeborenen Altlivlands im 13. Jahrhundert. In: Baltische Monatsschrift, Bd. 43, Riga, 1896.
- Stadtbürger als Lehnsleute des livländischen Adels. In: Jahrbuch für Genealogie, Heraldik und Sphragistik 1899, S. 1–19.
- Zur Geschichte der von Uexküll. In: Jahrbuch für Genealogie, Heraldik und Sphragistik 1899, S. 151–162.
- Analecta zur Genealogie der Familien Budde. In: Jahrbuch für Genealogie, Heraldik und Sphragistik 1899, S. 187–188.
- Die von Ovelacker in Livland. In: Jahrbuch für Genealogie, Heraldik und Sphragistik 1900, S. 14–32.
- Das Geschlecht der Saltze oder Salis in Livland. In: Jahrbuch für Genealogie, Heraldik und Sphragistik 1902, S. 27–38.
- Zur Geschichte des Lehnswesens in Livland. Theil 1, Das Mannlehen. Riga, 1903.
- Beiträge zur ältern Geschichte der von Laudon. In: Jahrbuch für Genealogie, Heraldik und Sphragistik 1904, S. 106–109.
- Beiträge zur Geschichte der Familie Reinken. In: Jahrbuch für Genealogie, Heraldik und Sphragistik 1904, S. 110–114.
- Testament des Albrecht Fresendorff, d. d. Selborg 1622 Febr. 16 a. St. In: Jahrbuch für Genealogie, Heraldik und Sphragistik 1904, S. 121–124.
- Die Lettische Revolution. Teil I-II., Berlin, 1906–1908.
- Ueber den angeblichen Zusammenhang der v. Taube in Preussen mit dem altlivländischen Geschlechte der Taube (Tuve). In: Jahrbuch für Genealogie, Heraldik und Sphragistik 1907/08, S. 192–201.
- Separatvotum des Konsistorialassessors v. Transehe zum Gurachten des Livländischen Konsistoriums zur Frage der Kirchenreformen. Riga, 1909.
- Das Ende der "Taube-Kontroverse" In: Jahrbuch für Genealogie, Heraldik und Sphragistik 1909/10, S. 282–302.
- Die "Taube-Kontroverse" ohne Ende. In: Jahrbuch für Genealogie, Heraldik und Sphragistik 1909/10, S. 420–422.
- Die v. Tausas in Livland. In: Jahrbuch für Genealogie, Heraldik und Sphragistik 1909/10, S. 246–255.
- Zur älteren Geschichte der v. Patkul. (Mit 7 Stammtaf.) In: Jahrbuch für Genealogie, Heraldik und Sphragistik 1911–13, S. 494–522.
- Genealogisches Handbuch der baltischen Ritterschaften. Teil 1, 1: Livland, Görlitz 1929; Teil 1, 2: Livland, Lfg. 9–15, Görlitz 1929 (als Bearbeiter).
- Die ritterlichen Livlandfahrer des 13. Jahrhunderts – eine genealogische Untersuchung. Würzburg, 1960.
- Der Güterbesitz der von Tiesenhausen in Livland 1224–1919/20. In: Baltische Ahnen- und Stammtafeln. Sonderheft N 7, Hannover-Döhren, 1964.